# Leptychaster flexuosus
Leptychaster flexuosus är en sjöstjärneart som först beskrevs av Jean Baptiste François René Koehler 1920.  Leptychaster flexuosus ingår i släktet Leptychaster och familjen kamsjöstjärnor. Inga underarter finns listade i Catalogue of Life.